# Skottvångs gruva

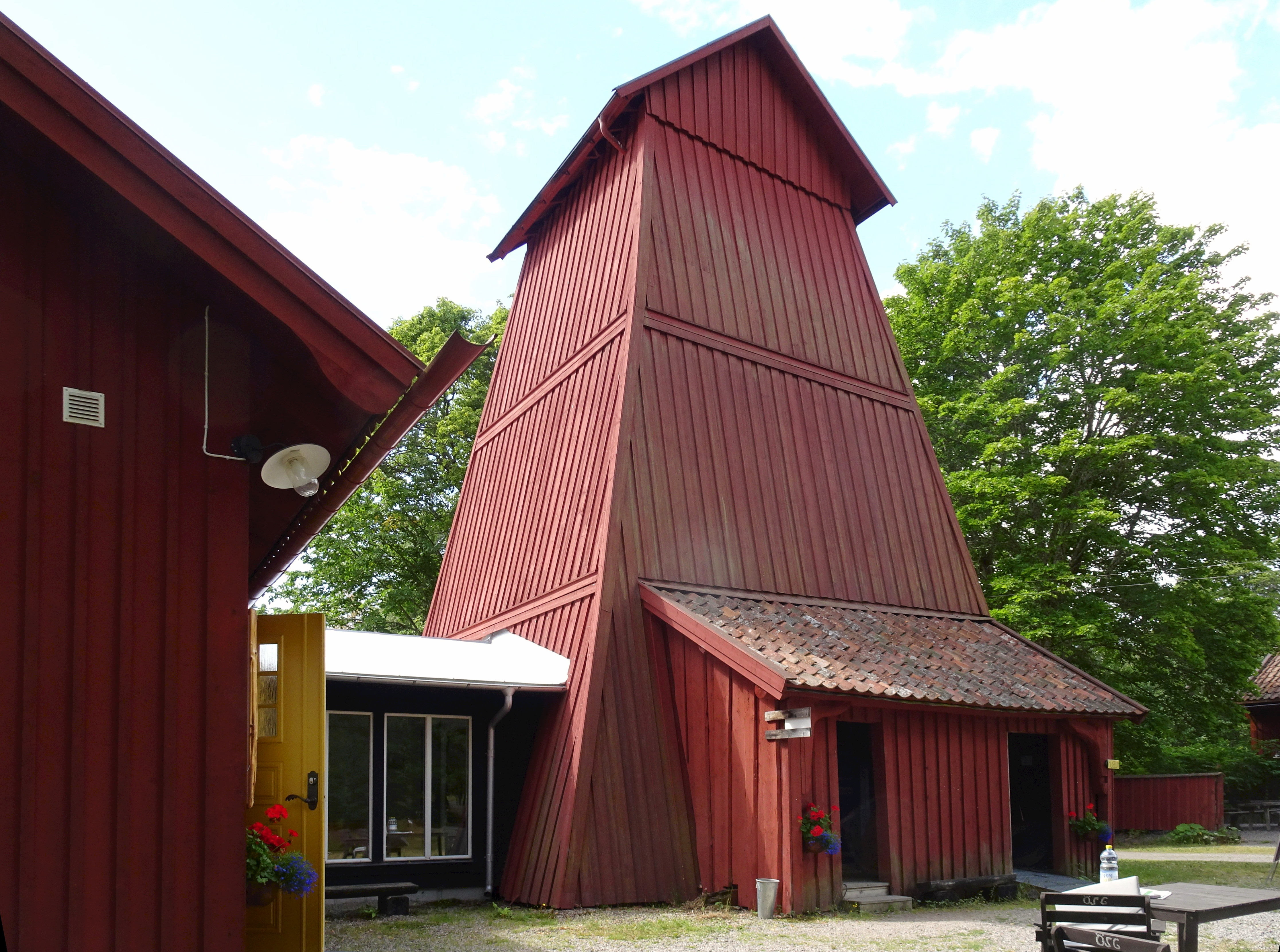
Lavtornet vid Skottvång i juli 2016.

Skottvångs gruva är en före detta järnmalmsgruva, numera värdshus och turistsevärdhet, i Åkers bergslag, som är ett område i Gnesta och Strängnäs kommuner. Gruvan ligger mellan Mariefred och Gnesta och försörjde Åkers styckebruk med malm, mot slutet via egen järnväg. Idag ägs gruvan av Åkers Kronopark, ett dotterbolag till STC Interfinans AB. Sörmlandsleden passerar Skottvångs gruva, som utgör en etappstation på leden.

## Historik

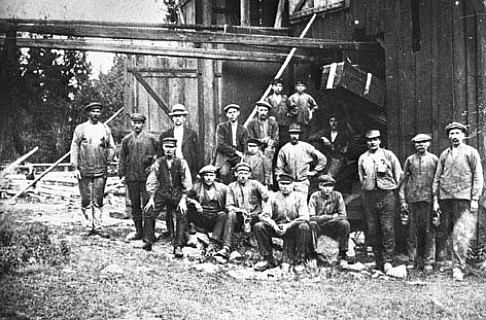
Gruvarbetare utanför lavtornet 1918.

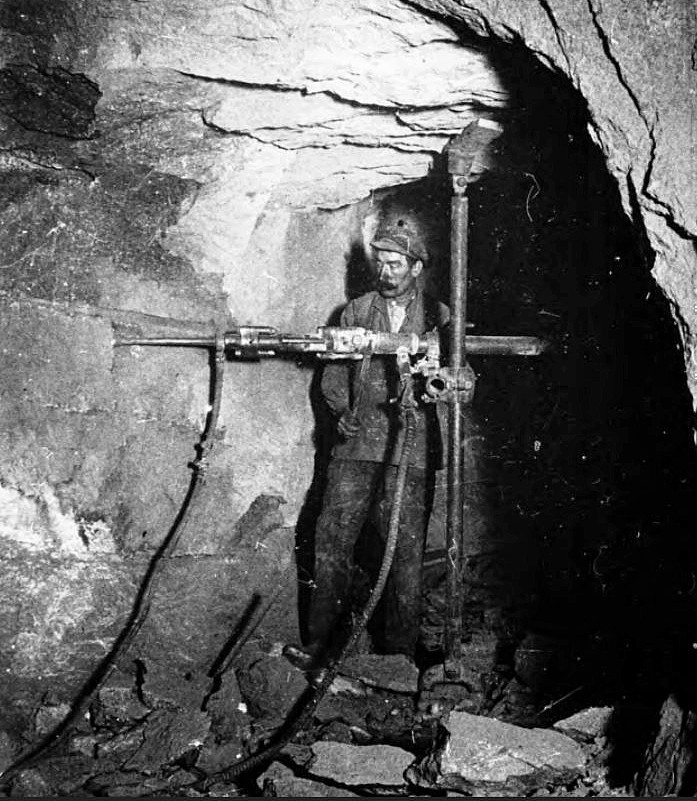
Brytning, 1930-tal.

Brytning i gruvan finns dokumenterad från omkring år 1500, men kan vara betydligt äldre än så. En del experter hävdar att malmbrytningen i Skottvång påbörjades redan vid mitten av 1200-talet. Gruvan i Skottvång var under hela sin existens av avgörande betydelse för järnhanteringen i Åkers bergslag, inte minst för kanontillverkningen vid Åkers styckebruk. Från Skottvång transporterades även malm till Bruket vid Bränninge gård, söder om Södertälje.
Produktionen vid gruvan utvecklades med tiden. Exempelvis anlades en stånggång i slutet av 1700-talet. Den ersatte tidigare häst- eller oxdrivna pumpar och hissanordningar. 1834 ersattes stånggången av en ångmaskin som i sin tur ersattes av elektricitet i början av 1900-talet. Mellan åren 1836 och 1907 bröts i Skottvång sammanlagt 72 000 ton järnmalm. 
Mellan 1909 och 1920 fördubblades produktionen vid gruvan. Då hade även borrning för hand ersatts av moderna tryckluftsborrar. Åren 1918-1919 anlades en 15 km smalspårig järnväg för malmtransporter från gruvorna i Skottvång, Älgsjöbacken och Bredsjönäs till Åkers Styckebruk. Innan dess hade nästan all malm körts vintertid över Marvikarna och Visnaren till bruket. 1920 utfördes provbrytning för att om möjligt hitta ny malm, men förgäves, och 1921 lades gruvan ned. Järnvägen mellan gruvan och Åkers styckebruk revs omkring 1945.

## Gruvan idag

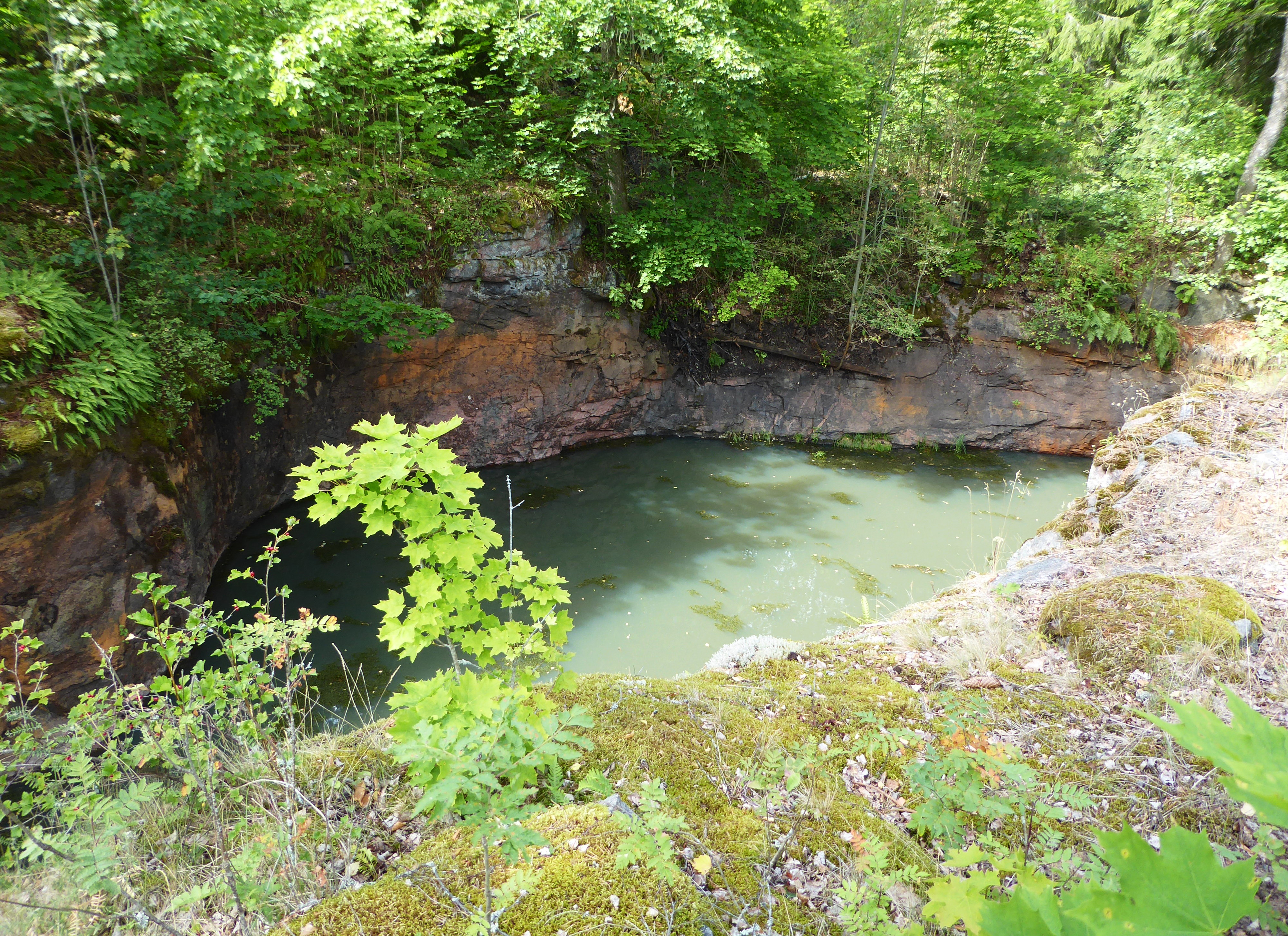
Vattenfylld gruvhål.

Gruvan består av många öppningar. Idag är de flesta vattenfyllda. Det äldsta och djupaste, Porthålsgruvan, var en gång Sveriges djupaste gruva – mer än 300 meter djup.
Efter nedläggningen låg gruvområdet öde fram till slutet av 1950-talet då Lars Serrander med familj bosatte sig där. Familjen tog itu med de då mycket förfallna gruvan och alla dess byggnader och efter mycket arbete öppnades gruvan för allmänheten. Gruvan blev snart ett populärt utflyktsmål med många besökare varje år. Man fortsatte utvecklingen av området och bland annat restes en ny gruvlave. Åkers styckebruk flyttade den så kallade Wahrendorffska bombkanonen, som idag står på tunet, till gruvan.
Laven vid Skottvång restaurerades. Den befinner sig över Treans schakt som var det viktigaste från mitten av 1800-talet fram till 1920. Schaktet här är cirka 90 meter djup och gick ihop med Potthålet. Det gamla maskinhuset byggdes om till café och restaurang. I den gamla smedjan öppnades ett museum. Efter Lars Serrander tog hans dotter över verksamheten och drev den tillsammans med sin man till och med år 2003, då området bytte ägare igen. 
Inom området bedriver Östra Sörmlands Gruvförening gruvrelaterad kulturverksamhet. I kulturbyn finns kök, vedbastu och ett mindre vandrarhem. I gruvhagen tänds en kolmila varje sommar. Föreningen bedriver även turistguide-verksamhet vid gruvan och i det nybyggda gruvmuseet som öppnades den 30 juni 2012. Under hösten 2012 uppfördes en ny smedja i gammal stil vid kulturbyn.

## Bilder

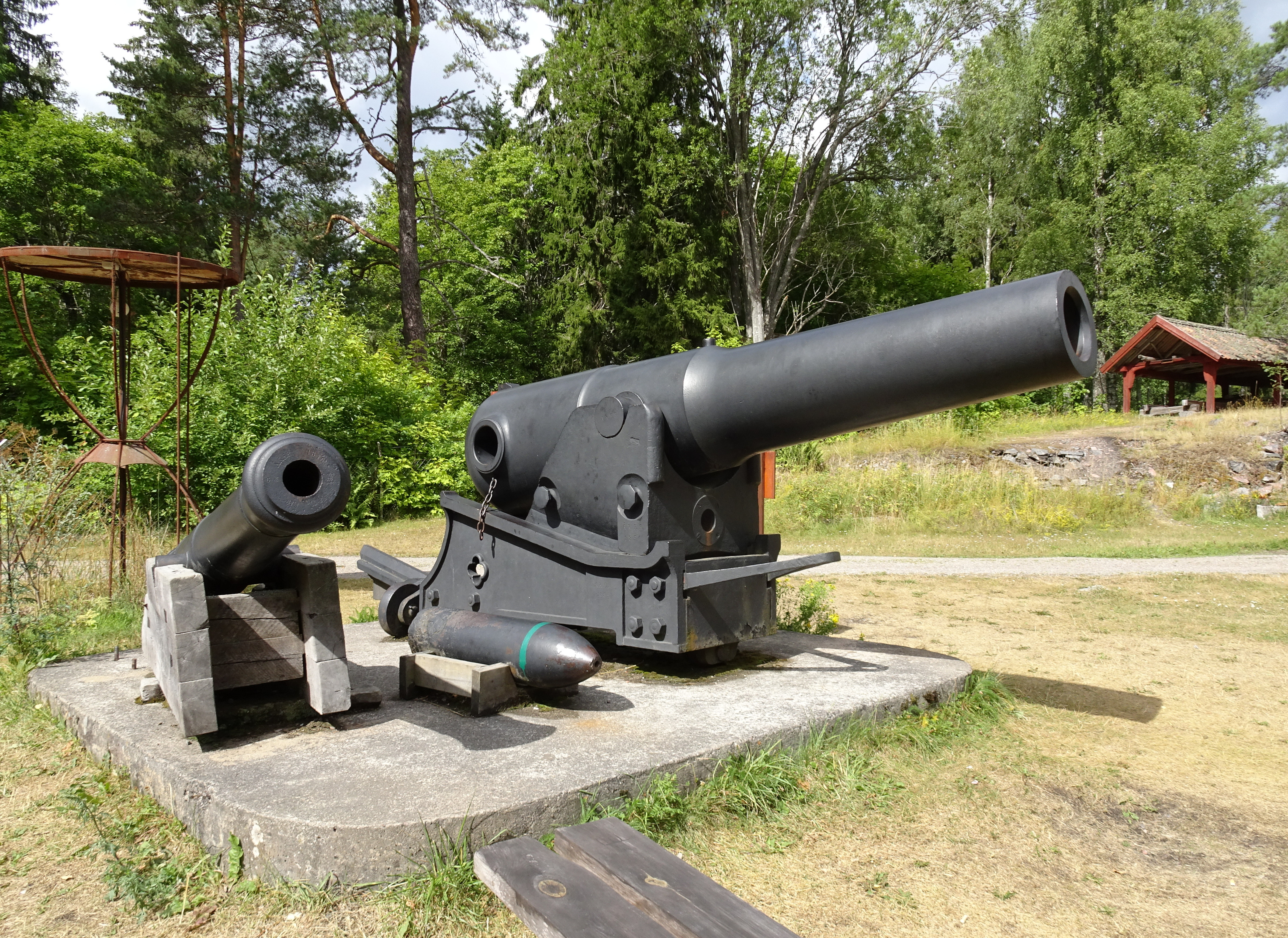
Den Wahrendorffska bombkanonen, tillverkad i Åkers styckebruk av Skottvångs malm.
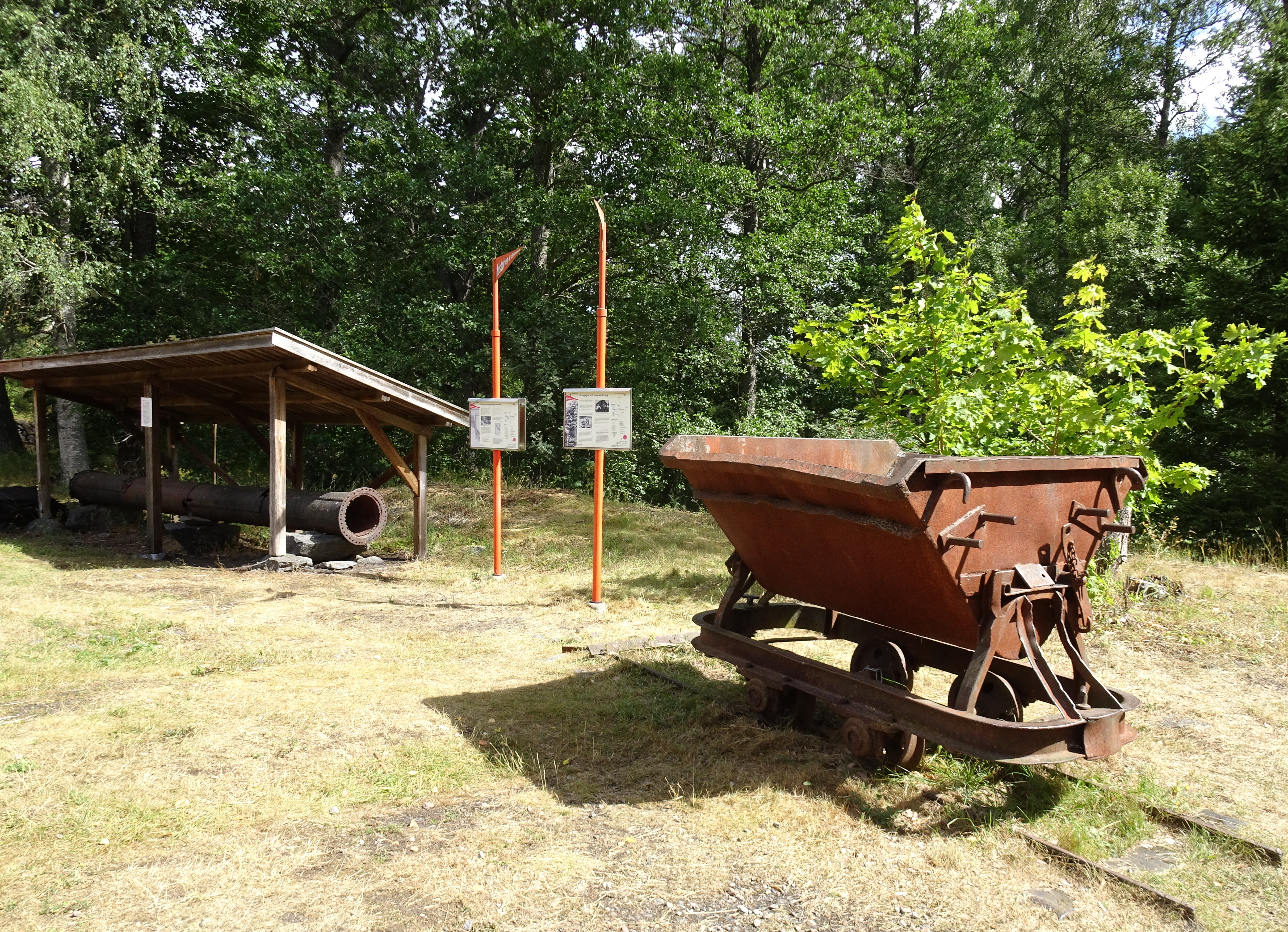
Malmvagn och rörledning vid  Skottvång.
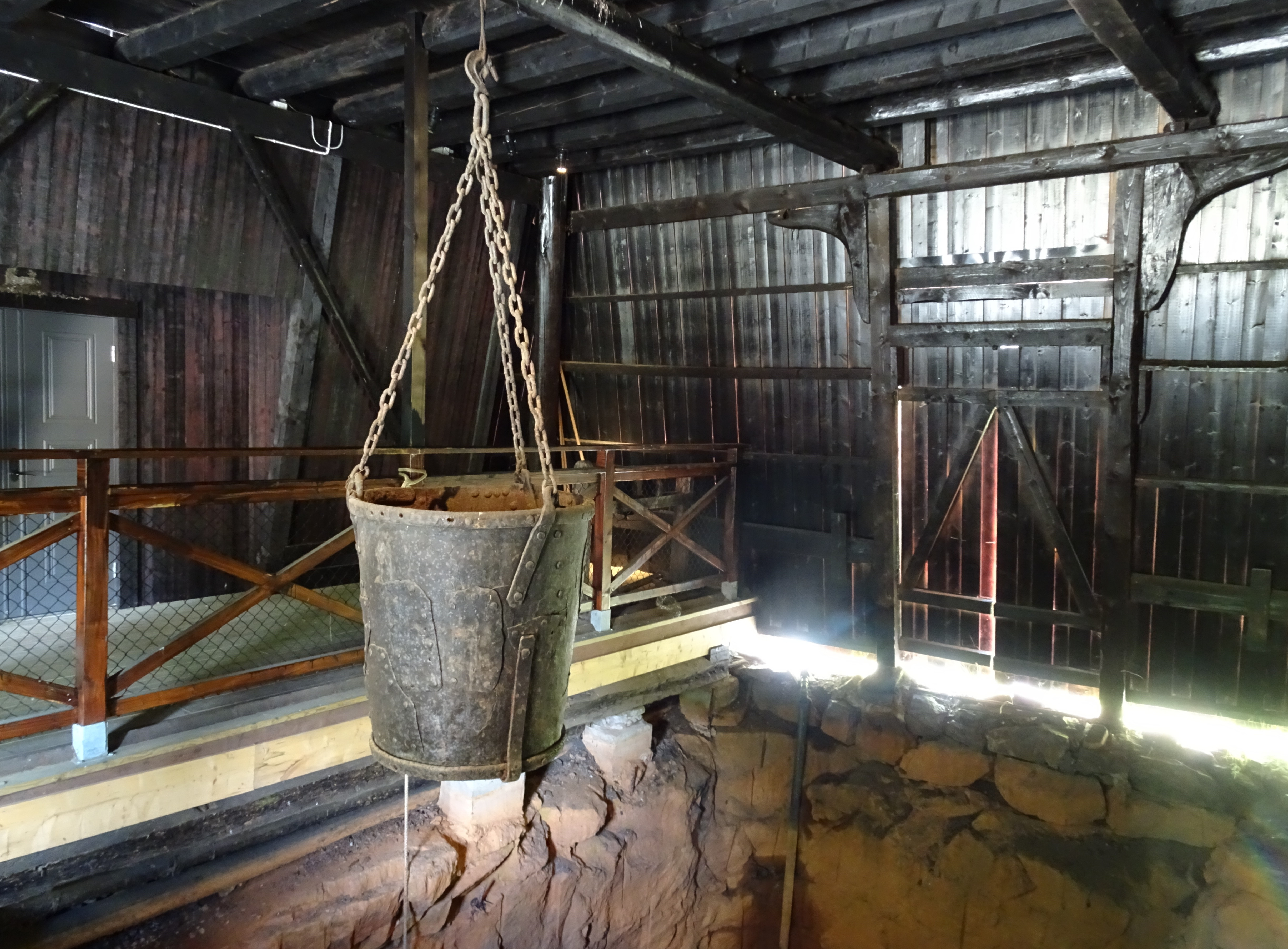
Inne i lavtornet och "Treans schakt".
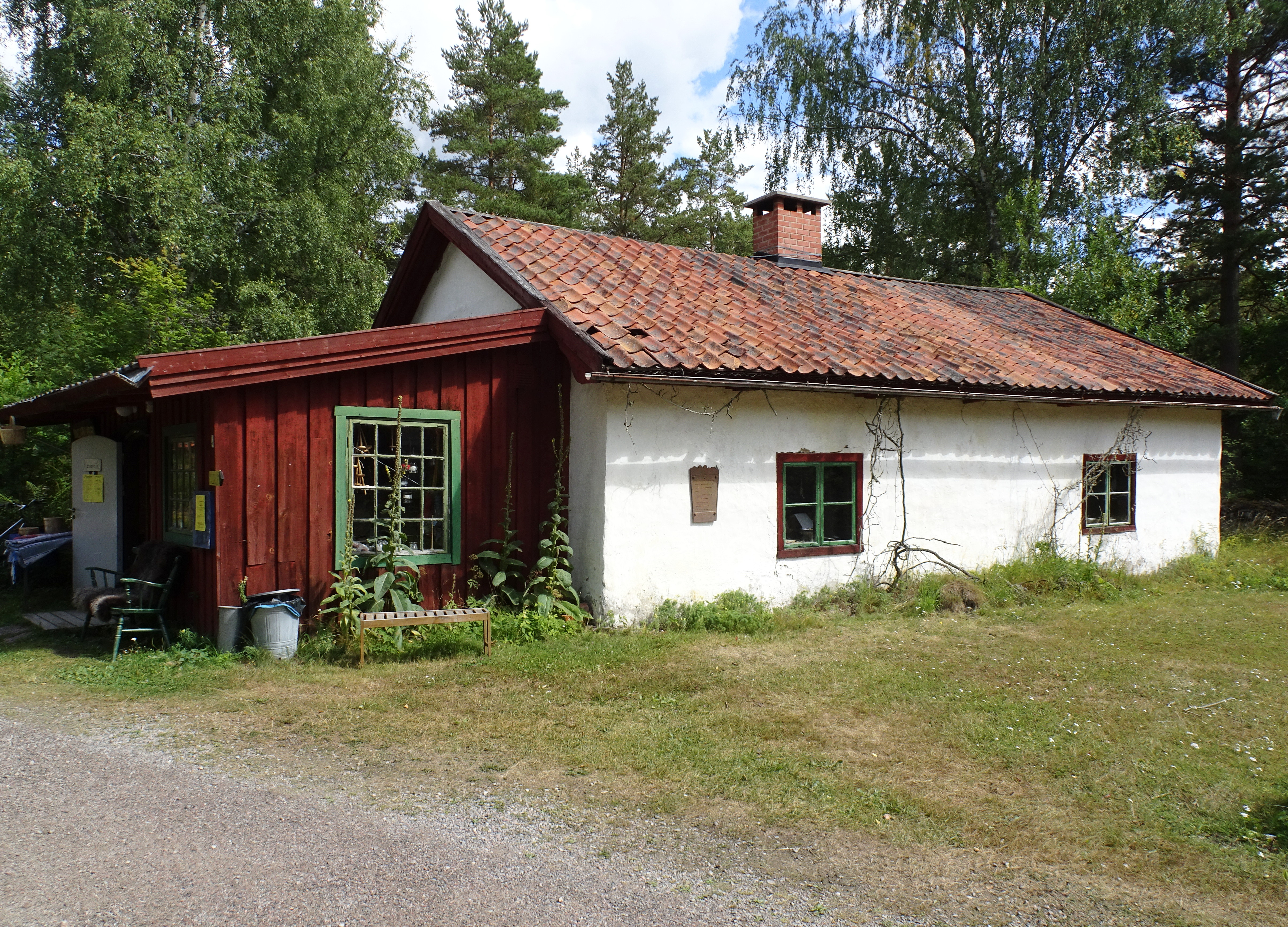
Gamla smedjan.
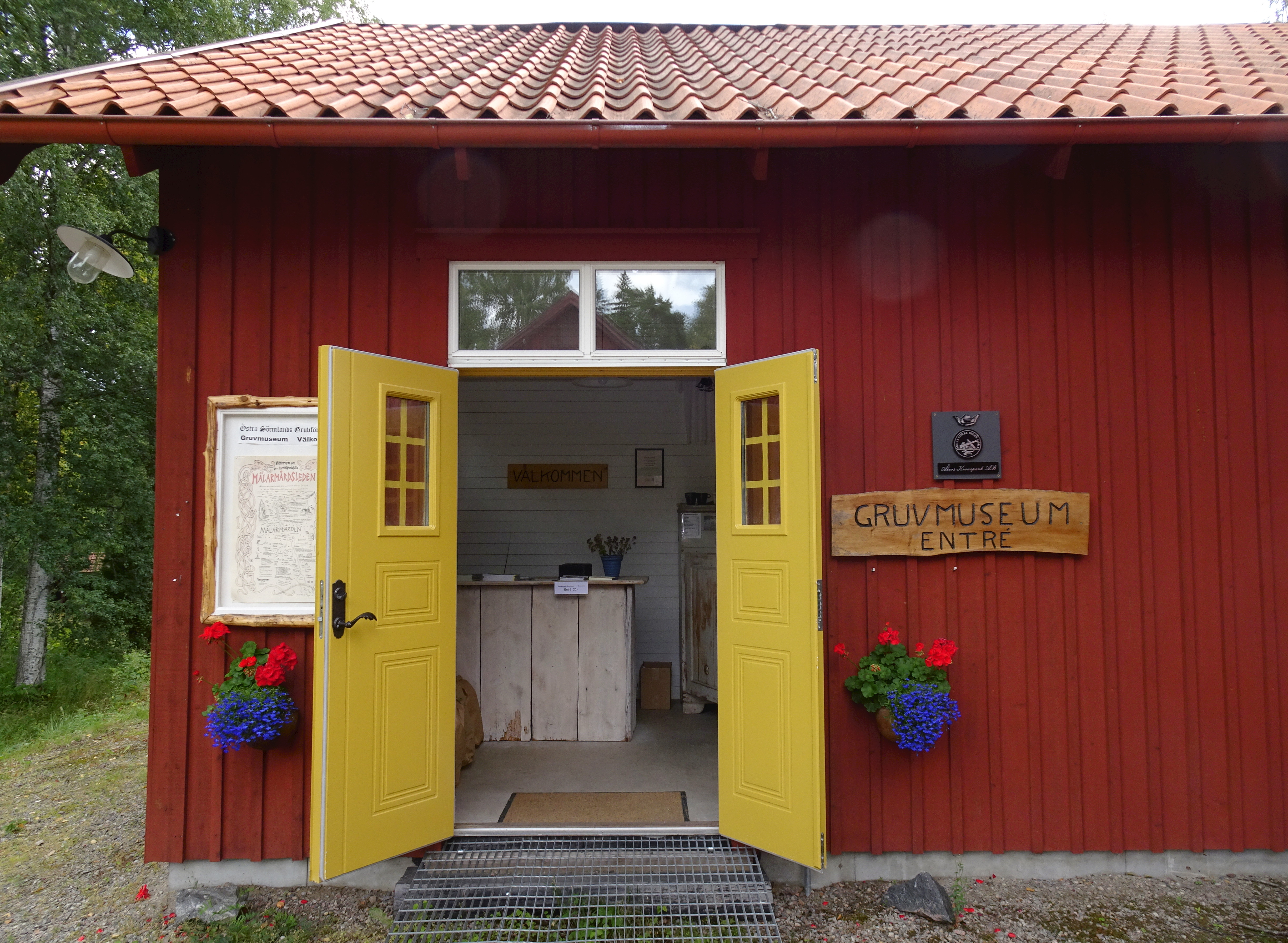
Gruvmuseet.